# 希臘多神教 (復興)
希臘教（Hellenism），即希臘民族宗教（Hellenic ethnic religion），也名為十二主神教（Dodekatheism）或奧林匹斯教（Olympianism）。在眾多的多神信仰復興主義實踐之中，古希臘宗教的復甦始於1990年代。
希臘多神教是傳承著希臘民族傳統的宗教與生活之道，祂是信仰著古希臘諸神，最主要的供奉神明為奧林匹斯十二主神，且包含著古希臘的價值觀與美德。

## 宗教團體與名稱

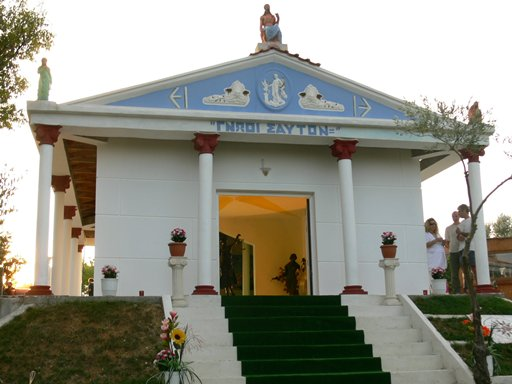
現代建立的希臘神廟，位於塞薩洛尼基的亞里斯多德·卡柯乔治乌（Aristoteles Kakogeorgiou）之土地。

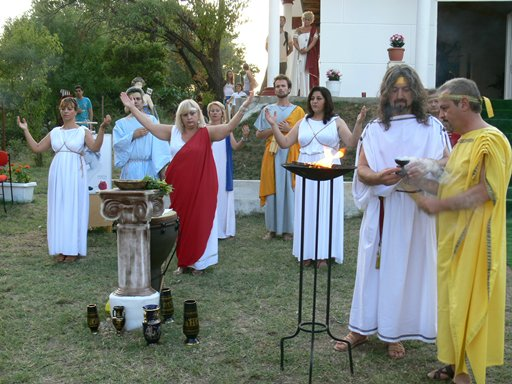
2009年在塞薩洛尼基的現代希臘神廟舉行祭神儀式

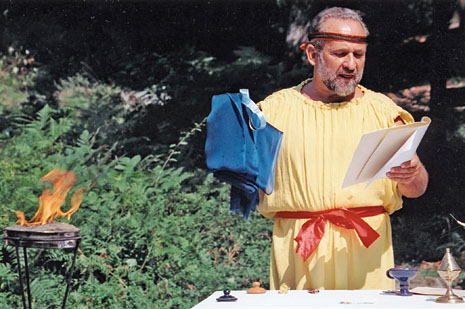
希臘多神教祭司正在主持宗教儀式

希臘多神教的多神信仰復興主義確實成立於希臘以及其他的西方國家中。希臘多神教復興領導人也聲明截至2005年於希臘已經有2,000名信徒，並且增加了100,000對希臘多神信仰“有相當關切（some sort of interest）”的人士。然而分佈在世界各地的信徒就沒有經過正式的統計了。

### 希臘
第一個公開支持古希臘宗教復興的團體是希臘民族最高理事會（希臘文：Ύπατο Συμβούλιο των Ελλήνων Εθνικών），創立於1997年，並且舉辦公眾性活動。YSEE為民族宗教世界大會（World Congress of Ethnic Religions）創設會員之一，這個大會現在則更新名稱為民族宗教歐洲大會（European Congress of Ethnic Religions）。

## 图集

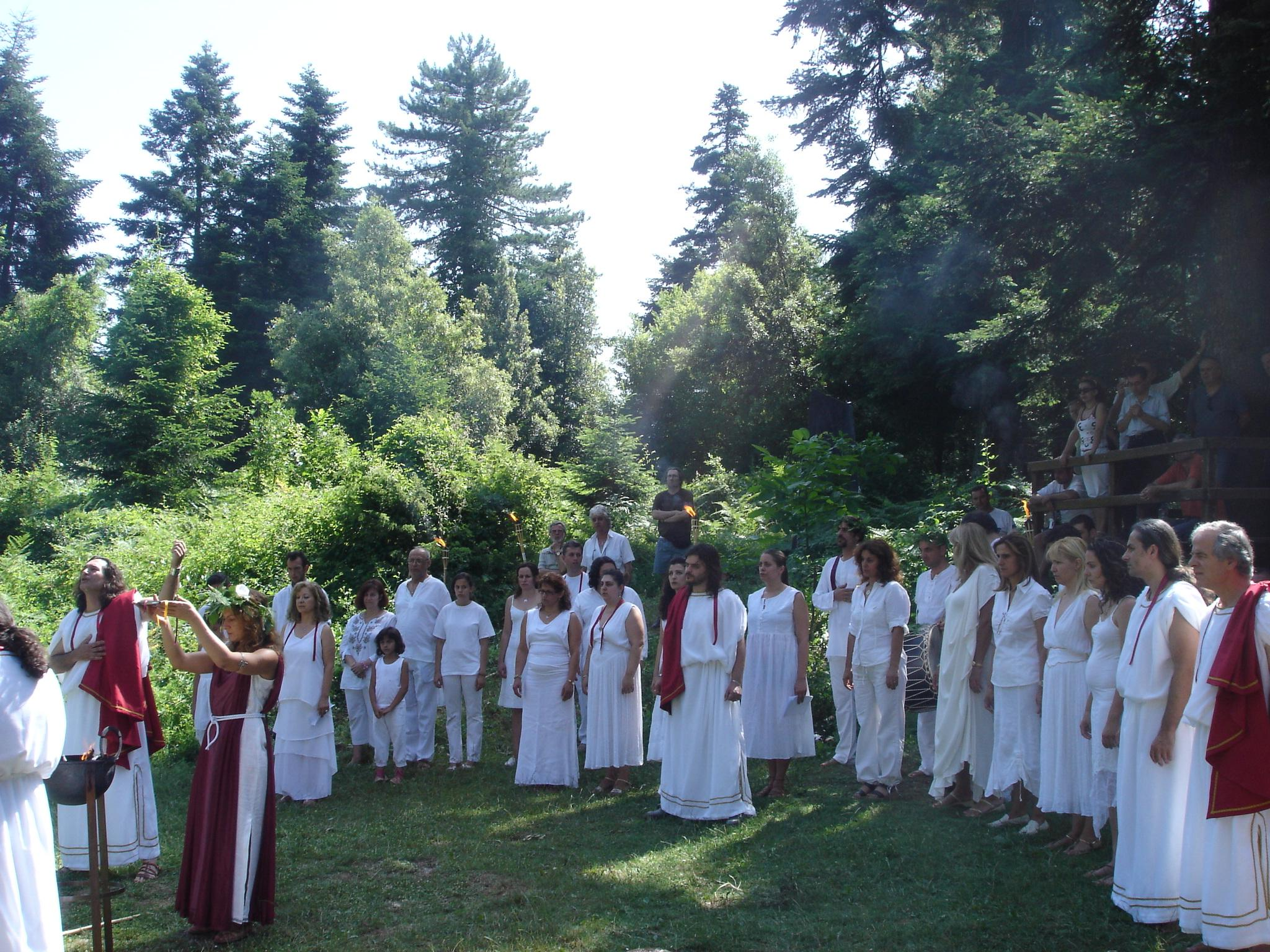
希臘民族最高理事會（Supreme Council of Ethnikoi Hellenes）的會員（也是信徒）舉行宗教儀式
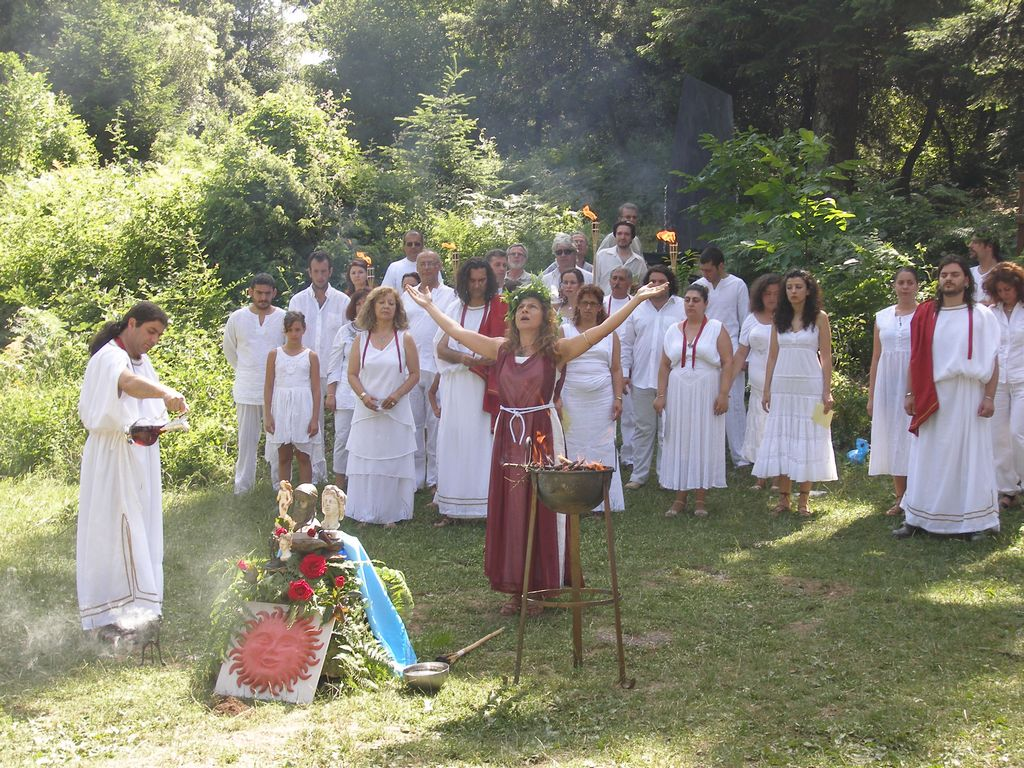
2010年所舉辨的希臘多神信仰的儀式

### 引用
1. ↑  . archive.archaeology.org.   [2020-08-21]. （原始内容存档于2012-11-05）.
2. ↑  . www.ysee.gr.   [2020-08-21]. （原始内容存档于2015-10-12）.

## 延伸閱讀
- Addey, Tim. . Prometheus Trust. 2000. ISBN 978-1-898910-37-4.
- Addey, Tim. . Prometheus Trust. 2003. ISBN 978-1-898910-41-1.
- Mikalson, Jon D. . Wiley-Blackwell. 2004. ISBN 978-0-631-23223-0.
- Stone, Tom. . Bloomsbury USA. 2008. ISBN 978-1-58234-518-5.

## 外部連結
- The Greeks Who Pray to Zeus: VICE INTL (Greece) （页面存档备份，存于）
- ANCIENT HELLENIC RELIGION..27 JUNE 2009..IOULIANOS..lofos filopappou （页面存档备份，存于）